# Jeux du Canada d'été de 2005
Les Jeux du Canada d'été de 2005 sont des compétitions sportives qui ont opposé les provinces et les territoires du Canada au cours de l'été 2005.
Les Jeux du Canada sont présentés tous les deux ans, en alternance l'hiver et l'été. En 2005, les jeux ont eu lieu à Regina en Saskatchewan du 6 au 20 août 2005.

## Tableau des médailles
| Province                  | Or | Argent | Bronze | Total |
| ------------------------- | -- | ------ | ------ | ----- |
| Alberta                   | 29 | 34     | 37     | 100   |
| Colombie-Britannique      | 42 | 44     | 33     | 119   |
| Manitoba                  | 4  | 7      | 6      | 17    |
| Île du Prince-Édouard     | 2  | 0      | 0      | 2     |
| Nouveau-Brunswick         | 1  | 4      | 1      | 6     |
| Nouvelle-Écosse           | 15 | 15     | 16     | 46    |
| Nunavut                   | 0  | 0      | 0      | 0     |
| Ontario                   | 63 | 45     | 50     | 158   |
| Québec                    | 50 | 42     | 43     | 135   |
| Terre-Neuve-et-Labrador   | 0  | 4      | 5      | 9     |
| Territoires du Nord-Ouest | 0  | 0      | 0      | 0     |
| Saskatchewan              | 15 | 26     | 26     | 67    |
| Yukon                     | 0  | 0      | 1      | 1     |